# Mathias Baier
Mathias Baier (* 1965 in Rostock) ist ein deutscher Fagottist und Professor für Fagott an der Hochschule für Musik Dresden.

## Leben
Mathias Baier wurde 1965 in Rostock geboren und begann seine musikalische Ausbildung im Alter von sechs Jahren. Später studierte er Fagott an der Hochschule für Musik „Hanns Eisler“ Berlin bei Fritz Finsch. In diese Zeit fallen die ersten Kammermusik-Erfahrungen: Er war Gründungsmitglied des Bläserquintettes Kammervereinigung Berlin, das 1989 und 1993 Preisträger beim Internationalen Musikwettbewerb der ARD wurde, Preisträger beim Internationalen Kammermusik-Wettbewerb in Colmar sowie 1991 Gewinner des Deutschen Musikwettbewerbes. Das Quintett machte sich einen Namen auch durch international beachtete CD-Einspielungen.
Als Solist gewann Mathias Baier 1987 den 1. Preis beim Internationalen Wettbewerb der Fryderyk-Chopin-Universität für Musik Warschau und wurde noch im gleichen Jahr als Solo-Fagottist von der Staatskapelle Berlin (Orchester der Staatsoper Unter den Linden) engagiert. Seit 1994 ist er in den Sommermonaten in ununterbrochener Folge auch als Solo-Fagottist im Orchester der Bayreuther Festspiele tätig.
Mathias Baier ist darüber hinaus Mitglied verschiedener Kammermusik-Ensembles, wie den Berliner Bläsersolisten, den 13 Solobläsern des Bayreuther Festspielorchesters oder dem Kammerorchester Preussens Hofmusik, in teils auch organisatorisch leitender Position. 2009 gründete er gemeinsam mit der Konzertpianistin Elisaveta Blumina und dem Solo-Oboisten des NDR Sinfonieorchesters Kalev Kuljus das Ensemble Blumina, dessen erste CD-Einspielung beim Label MDG 2014 mit einem Klassik-ECHO ausgezeichnet wurde. Als Orchestersolist ist Mathias Baier regelmäßig bei mehreren deutschen Sinfonie- und Opernorchestern, wie dem Deutschen Symphonie-Orchester, dem Rundfunk-Sinfonieorchester Berlin, dem Bayerischen Staatsorchester, dem NDR Sinfonieorchester und den Hamburger Philharmonikern zu Gast.
Baier lehrt zum Beispiel in der von Daniel Barenboim gegründeten Orchesterakademie der Staatskapelle Berlin und war bis 2013 als Dozent an der Rostocker Musikhochschule tätig. Mit Beginn des Wintersemesters 2013/14 wurde Baier auf eine Professur für Fagott an die Musikhochschule Dresden berufen.

## Diskografie
- 2014: Francaix/Previn/Poulenc (Ensemble Blumina)

## Auszeichnungen
- 1987: 1. Preis beim Internationalen Wettbewerb der Fryderyk-Chopin-Universität für Musik Warschau
- 1989: Internationaler Musikwettbewerb der ARD für Kammervereinigung Berlin
- 1991: Gewinner des Deutschen Musikwettbewerbes
- 1993: Internationaler Musikwettbewerb der ARD für Kammervereinigung Berlin
- 2014: ECHO Klassik für Ensemble Blumina